# كريستوبال لوبيز (رسام)
كريستوبال لوبيز (بالإسبانية: Cristóbal López)‏ هو رسام إسباني، ولد في 1671، وتوفي في 1730.